# Vitos György
Vitos György (Szeged, 1957. január 20. –) író, újságíró, sporttörténész, elsősorban a vidéki labdarúgóklubok történetével foglalkozik.

## Tanulmányai
Tanulmányait 1963 és 1971 között a Ságvári Endre Általános Iskolában kezdte, majd 1971–75 között a Ságvári Endre Gyakorló Gimnáziumban, 1975–78 között a Szegedi Élelmiszeripari Főiskolán (ma Szegedi Tudományegyetem) tanult. 1978–79-ben MÚOSZ Újságíró Stúdiót végzett.

## Szakmai munkássága
A Pick Szalámigyárban gyakornok, üzemvezető.
1978-tól író, újságíró, kiadványszerkesztő, sporttörténész is, a Csongrád Megyei Hírlap, a Délmagyarország, a Délvilág, a Reggeli Délvilág, a Szegedma, a Foci 7, a Képes Sport, a Labdarúgás, a Gól, a Népsport, illetve a Nemzeti Sport, a Focivilág, a Hajdú-Bihari Napló, a FourFourTwo Magazin, a torontói Sportnews külső munkatársa. 1994-től a Debreceni Futballhíradó főszerkesztője.
Labdarúgó-szakíró, elsősorban a vidéki labdarúgóklubok történetével foglalkozik. Szeged versenysportjának teljes történeti és a helyi labdajátékok fejlődéstörténetének gyűjteményével is rendelkezik. Kutatási területe a hazai és nemzetközi sporttörténet, főként a magyar és a külföldi labdarúgás históriája. Jelentősebb cikksorozatai: Csongrád Megyei Hírlap (1979: Fejezetek a szegedi futball történetéből, 1982: A labdarúgó vb-k története, 1986: A szentesi vízipóló históriája, „Hajrá SZEOL AK”, SZEOL-Délép, „Hajrá Szeged SC” és Szegedi Futballhíradó! (1981-től szerkeszti), Népsport, Nemzeti Sport (1986/91: Klubok, számok, jubileumok), Foci 7 (1988/89: NB I-es fociarchívum, 1989/90: Eurofoci), Délmagyarország (1989: Fejezetek a 90 éves szegedi labdarúgás történetéből), Labdarúgás (1990/92: Európai adatbank), Nemzeti Sport (1993/95: Futballhistória.). 1994 óta a Sport Plusz kelet-magyarországi tudósítója. A Szeged 2011 és jogelődeinek, a DVSC és a Siófok futballcsapatainak, a Pick Szeged kézilabdacsapatának állandó sportkrónikása, 2011-től a futballcsapat rajongói oldalának főszerkesztője.

## Családja
Szülei: dr. Vitos György főorvos, Dobsa Erzsébet tanárnő.
Gyermekei: Éva, Kata, Gergő és György.

## Művei
- 85 éves a SZEOL AK, Szeged, 1984;
- Fejezetek a szegedi vízilabda történetéből, uo., 1986;
- Fejezetek a 75 éves Csongrád m. Labdarúgó Szövetség történetéből. 1912–87., uo., 1987;
- Szegedi Futballkrónika 1899–1987., uo., 1987;
- 70 éves a Siófok. 1921–1991., Siófok, 1991;
- Siófoki Futballhíradó, Siófok, 1991;
- Debreceni Futballhíradó, Debrecen, 1994;
- A Pick Szeged kézilabdacsapatának bajnoki története, Szeged, 1996;
- 100 éves a szegedi futball! A SZAK-tól a SZEAC-ig, Szeged, 1999;
- 100 éves a DVSC, Kelet-Magyarország fociékszere, Debrecen, 2002;
- A Pick Szeged európai kupatörténete, Szeged, 2004;
- A Tisza Volán és a Pick Szeged európai kupatörténete, Szeged, 2005;
- Európában a LOKI, Debrecen, 2006;
- Tisza Volán és Pick Szeged európai kupa-trilógia, Szeged, 2006;
- Újra Európában a DVSC-TEVA, Debrecen, 2007;
- BL-varázs Szegeden, Szeged, 2007;
- DVSC-TEVA: Amatőr bajnoki címektől a mesterhármasig!, Debrecen, 2008;
- Pick kézilabda: Ötödször is BL Szegeden, Szeged, 2008;
- Pick kézilabda: A BL bűvöletében I. rész, Szeged, 2009;
- 110 éves Szegedi Futballhistória (1899-2009), Szeged, 2009;
- DVSC-TEVA: Aranyévtized (1999-2009), Debrecen, 2009;
- Pick kézilabda: A BL bűvöletében II. rész, Szeged, 2010;
- DVSC-TEVA: EUROLOKI, Debrecen, 2010;
- A szegedi futball 52. élvonalbeli szereplése előtt…, Szeged, 2011;
- DVSC-TEVA: EURÓPA-LIGA!, Debrecen 2011;
- Kézilabda: 50 éves a Pick Szeged!, Szeged, 2011;
- 110 éves a DVSC-TEVA!, Debrecen, 2012;
- Labdarúgó-szövetségek Délen, Szeged, 2012;
- DVSC-TEVA: BL-história!, Debrecen, 2013;
- 120 éves szegedi futballhistória (1899-2019), Szeged, 2019.
- Szegedi Labdarúgók TOP 30-a (1899 - 2021), Budapest, 2021.